# Honor (The Walking Dead)
«Honor»— título original en inglés y español— es el noveno episodio y estreno de mitad de la octava temporada de la serie de televisión posapocalíptica y horror The Walking Dead, que salió al aire en el canal AMC el 25 de febrero de 2018. Fox lo estrenó en España e Hispanoamérica el día 26 del mismo mes, respectivamente. Matthew Negrete & Channing Powell se encargaron en el guion del episodio, mientras que Greg Nicotero se encargó en dirigirlo. Este episodio marca la aparición regular final de Chandler Riggs como Carl Grimes, que había estado en el programa desde la primera temporada como parte del elenco principal durante ocho temporadas consecutivas y a su vez también marca la salida del actor Jayson Warner Smith (Gavin) quien formó parte del elenco recurrente desde la temporada anterior, ya que su personaje es asesinado por Morgan (Lennie James) y Henry (Macsen Lintz).
Negan (Jeffrey Dean Morgan) ordena el asalto a las comunidades, mediante Los Salvadores logran bombardear Alexandría, Hilltop y El Reino que son alíados de Rick (Andrew Lincoln). Estas comunidades alíadas se ocupan de las secuelas de los acontecimientos.
En el Reino, Gavin (Jayson Warner Smith) y los otros Salvadores de su grupo vigilan a Ezekiel (Khary Payton), en las afueras de la comunidad, Carol (Melissa McBride) lleva a los supervivientes del Reino lo suficientemente lejos y les ordena que continúen hacia la casa que usaba fuera del Reino para acampar, mientras ella regresa al rescate de Ezekiel. Henry (Macsen Lintz), el hermano menor de Benjamin, que había sido asesinado por un salvador y ambos se entrenaron con arma de fuego y combate cuerpo a cuerpo, insiste en ayudar, pero Carol le ordena que se quede con los demás. Carol pronto se encuentra con Morgan (Lennie James), que había escapado de la masacre de los salvadores de Rick, ya que el dirigía un convoy de snipers observando el santuario. Sin embargo, Morgan junto con Carol logran eliminar a los salvadores que estaban vigilando el perímetro del Reino y cada vez vuelve brutal al eliminar a los salvadores, lo que Carol se horroriza al verlo. Gavin al tratar de comunicarse con los salvadores que el comando a cuidar y limpiar el perímetro, no lograba comunicarse con sus soldados lo cual lo lleva a Ezekiel dentro de su hogar. En un momento durante la misión de rescate, Morgan y Carol logran entrar y eliminan a los salvadores restantes y a su vez logran herirle en la pierna a Gavin quien sostiena a Ezekiel a punta de pistola, por un descuido de Morgan un salvador herido logra mandarlo al suelo durante la lucha Morgan logra destripa al salvador que lo sostenía en el suelo, de pronto Carol logra rescatar a Ezekiel. Gavin, el último salvador del grupo que queda vivo, huye e intenta esconderse, pero Morgan lo encuentra fácilmente. Morgan se prepara para matar a Gavin, pero Carol siente que Morgan está en conflicto y trata de convencerlo de que perdone a Gavin. Un angustiado Morgan se resiste, tratando de decidir qué hacer, cuando de repente, Henry apuñala a Gavin por el cuello por detrás, quien había seguido a Carol.
En un flashback, Carl (Chandler Riggs), habiendo sido mordido por un caminante mientras intentaban traer Siddiq (Avi Nash) a Alexandría, mantiene oculta su marca de mordisco, se asegura de que Siddiq encuentre alojamiento en las alcantarillas debajo de la comunidad, pasa tiempo con su hermana pequeña Judith y escribe varias cartas a los que él conoce. En el presente, después del ataque de Negan, Rick y Michonne (Danai Gurira) se reagrupan con todos los demás supervivientes de Alexandría en las alcantarillas y llegan a enterarse de la inminente muerte de Carl. Dwight (Austin Amelio) al creer que no puede regresar con ellos opciona esperar hasta que el asalto de Negan haya terminado y luego se dirigen a Hilltop para reagruparse. Rick sabe que Carl no sobrevivirá al viaje y él y Michonne se quedan con Carl. Antes de llevarse el resto, Daryl (Norman Reedus) felicita a Carl por su supervivencia debido a la intención de Carl de mantenerse al margen de la guerra con los Salvadores y los preparativos que había hecho. Carl y Rick pasan mucho tiempo discutiendo el pasado; Carl explica por qué trajo a Siddiq aquí, y cómo sintió remordimiento por haber matado a un joven durante su tiempo en la prisión; Rick lo perdona por estas transgresiones pasadas. Cuando Rick y Michonne trasladan a Carl a la iglesia, Carl insiste en que Rick puede convertirse en una mejor persona; en su mente (mostrado en una secuencia de sueños vista por primera vez en "Mercy"). Carl imaginó que su padre en el futuro se había vuelto compasivo en lugar de vengativo, y dedicó su tiempo a criar a su familia y liderando la comunidad de Alexandría. Todos los sobrevivientes, incluido Negan, trabajan juntos armoniosamente para hacer de Alexandría una comunidad próspera en este sueño. A la mañana siguiente, Carl envía a Rick y Michonne fuera de la iglesia y se suicida, Rick y Michonne preparan un sitio de sepultura para que Carl descanse.

## Desarrollo

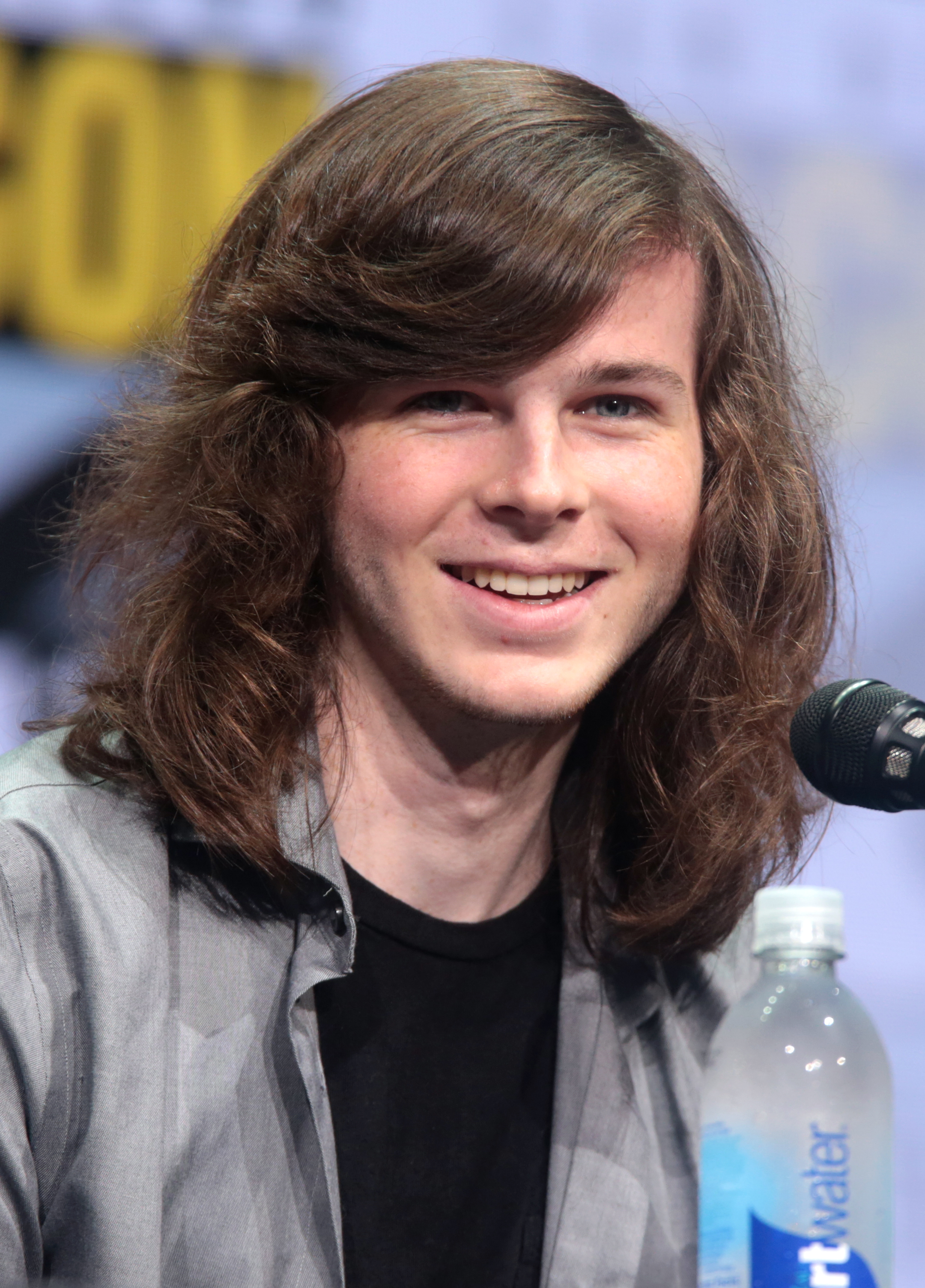
Chandler Riggs hace su aparición regular final como Carl Grimes en este episodio, durante ocho años ininterrumpidos

El final del episodio se cruza entre Carl diciendo adiós a Rick y Michonne y Morgan lucha para matar a Gavin con la ayuda de Carol y el Rey Ezekiel ya que intentan convencerlo de no matarlo. Director Greg Nicotero El director Greg Nicotero vio estas escenas en contraste directo entre sí, y pasó más tiempo planeando cómo se fusionarían estas dos escenas. Nicotero vio las luchas de Carl y Morgan reflejándose mutuamente, y había grabado las escenas de Carl con él en un lado del encuadre y Morgan en el otro, para representar este reflejo.

## Recepción

### Recepción crítica
El episodio recibió críticas positivas de los críticos. En Rotten Tomatoes, tiene un 84% con una calificación promedio de 7.79 de 10, basado en 25 revisiones. El consenso del sitio dice: "Centrándose en la despedida de uno de los personajes originales de la serie," Honor "ofrece un emocionante estreno a mitad de temporada".

### Índices de audiencia
El estreno de mitad de temporada obtuvo una audiencia total de 8.28 millones con una calificación de 3.6 en adultos de 18-49. Esto fue un aumento en la audiencia desde el final de mitad de temporada, que tuvo 7.89 millones de espectadores.